# Statio

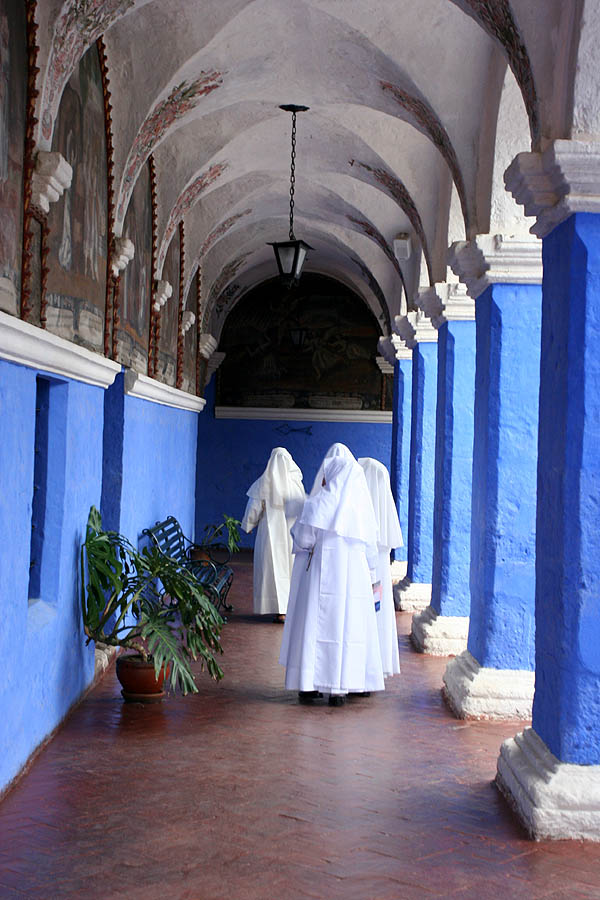
Statio der Schwestern im Kreuzgang des Klosters Santa Catalina in Arequipa

Als Statio (lateinisch Standort, Aufenthalt) wird im römischen Ritus der Ort bezeichnet, an dem der Stationsgottesdienst gefeiert wird. Davon abgeleitet werden auch Unterwegsstationen bei Prozessionen oder beim Kreuzweg als statio oder „Station“ bezeichnet.
Im Jesuitenorden wird die kleinste Form einer Kommunität Statio genannt. 

## Spätantiker Stationsgottesdienst
An bestimmten Stationstagen, an denen in der stadtrömischen Liturgie der Spätantike ein Stationsgottesdienst unter Leitung des Bischofs oder seines Stellvertreters stattfand, versammelten sich Bischof, Klerus und die Gläubigen in einer Versammlungskirche (Collectakirche) zu einem ersten kurzen Gottesdienst (Collecta). Von dort aus fand die Prozession zur Stationskirche statt. Gegebenenfalls wird an weiteren am Wege gelegenen Kirchen und Heiligtümern ebenfalls zu einem kurzen Gottesdienst Station gemacht. Collecta-Prozessionen gab es an Bußtagen wie den Quatembertagen, dem Fest Mariä Lichtmess, dem Aschermittwoch und mehreren Wochentagen in der Fastenzeit. Mit der Übernahme der römischen Liturgie in den fränkischen Raum im frühen Mittelalter wurde der Ritus der Collecta noch ausgeweitet.

## Abgeleitete Bedeutungen
Auch die Aufstellung des Zelebranten und der liturgischen Dienste vor dem Einzug zum Gottesdienst und die Versammlung des Konvents eines Klosters vor dem Stundengebet im Kreuzgang des Klosters werden als Statio bezeichnet. Ebenfalls ist der Ausdruck gebräuchlich für Unterwegsstationen bei Wallfahrten, Bußgängen und Prozessionen, etwa die bis zu vier Stationen der Prozession an den Außenaltären bei der Fronleichnamsprozession oder die Kreuzwegstationen. 